# Моркушское водохранилище
Морку́шское водохранилище — водохранилище на реке Моркуша в Комсомольском районе Ивановской области. Образовано в 1930-х годах плотиной почти на границе с Ярославской областью. Длина плотины — 200 м, ширина 5 м, высота более 8 м. С 1993 года водохранилище является памятником природы регионального значения.
Объём воды — 3 155 880 м³. Площадь водной поверхности — 0,96 км². Максимальные глубины в центре водоёма достигают 4,1 м. При максимальной длине 3,1 км средняя ширина водохранилища составляет 710 м, а максимальная — 1094 м. Высота над уровнем моря — 133,2 м.

## География
Моркушское водохранилище расположено в Комсомольском районе Ивановской области, в 6 км к западу от Октябрьского. Водохранилище стоит на реке Моркуша, посреди заболоченного леса. Имеет якореобразную форму. Береговая линия умеренно изрезанная. Значительная часть прибрежной зоны покрыта кустарником. Склоны берегов пологие, с севера и востока заболоченные.

## Флора и фауна
Надводная растительность водоёма представлена водокрасом лягушачим, жёлтой кубышкой, реже встречается кубышка малая и рдест плавающий. Под водой можно встретить роголистник погружённый, элодею канадскую, трёхдольную ряску и колосистую уруть.
В водах водохранилища обитают карп, карась, окунь, щука.
На берегах гнездятся большая выпь, свиязь, хохлатая чернеть, красноголовая чернеть, гоголь, длинноносый крохаль, большой подорлик, орлан-белохвост, серый журавль, малый зуёк.